# بن دشت (قلعة بيابان)
بن دشت (بالفارسية: بن دشت) هي قرية تقع في إيران في البلدة المركزية. يقدر عدد سكانها بـ 0 نسمة بحسب إحصاء 2016.